# 俞会珍
俞会珍（1961年—），生于浙江宁波，越剧女演员，擅长老旦。1983年，毕业于浙江艺术学校越剧表演班。同年，进入浙江小百花越剧团。俞会珍师承周宝奎，代表作品有越剧《五女拜寿》(饰演王夫人)、《红丝错》(饰演张母)、《唐伯虎落第》(饰演鲍大娘)等。在2007年越剧电影《红楼梦》中饰演贾母。